# Via di Ripetta
La Via di Ripetta, aussi connue sous le nom de via Ripetta, est une rue historique du centre de Rome, dans le rione Campo Marzio, reliant la piazza del Popolo avec la via del Clementino. C'est une part intégrante du complexe de rues connu sous le nom de Trident.

## Histoire
La voie a des origines très anciennes : en fait, elle suit un chemin déjà présent à l'époque romaine vers la fin du Ier siècle av. J.-C. Au début du XVIe siècle, la route a été faite par Léon X, c'est pourquoi elle prit le nom de via Leonina. Quand en 1704 fut construit le port de Ripetta, la rue prit son nom actuel : pour le distinguer du port de Ripa Grande dans le quartier de Trastevere, le nouveau port a été appelé par le diminutif de ripetta.
La rue est mentionnée dans Feu Mathias Pascal de Pirandello, comme résidence provisoire de Adriano Meis/Mattia Pascal.

## Monuments
En allant de la piazza del Popolo à la piazza Augusto Imperatore, voici les monuments d'intérêt historique :
- Palazzo Capponi della Palma (XVIe siècle)
- Le conservatoire de la Divine Providence et de San Pasquale (XVIIe siècle)
- Salle Lancisiana di San Giacomo à Augusta (XVIe siècle)
- L'église de Santa Maria Portae Paradisi (XVIe siècle)
- L'institut des Beaux-Arts (XIXe siècle)
- Liceo Artistico Ripetta (XIXe siècle)
- Mémorial du lieu de naissance d'Eleonora de Fonseca Pimentel et d'Angelo Brunetti, connu comme Ciceruacchio[3].

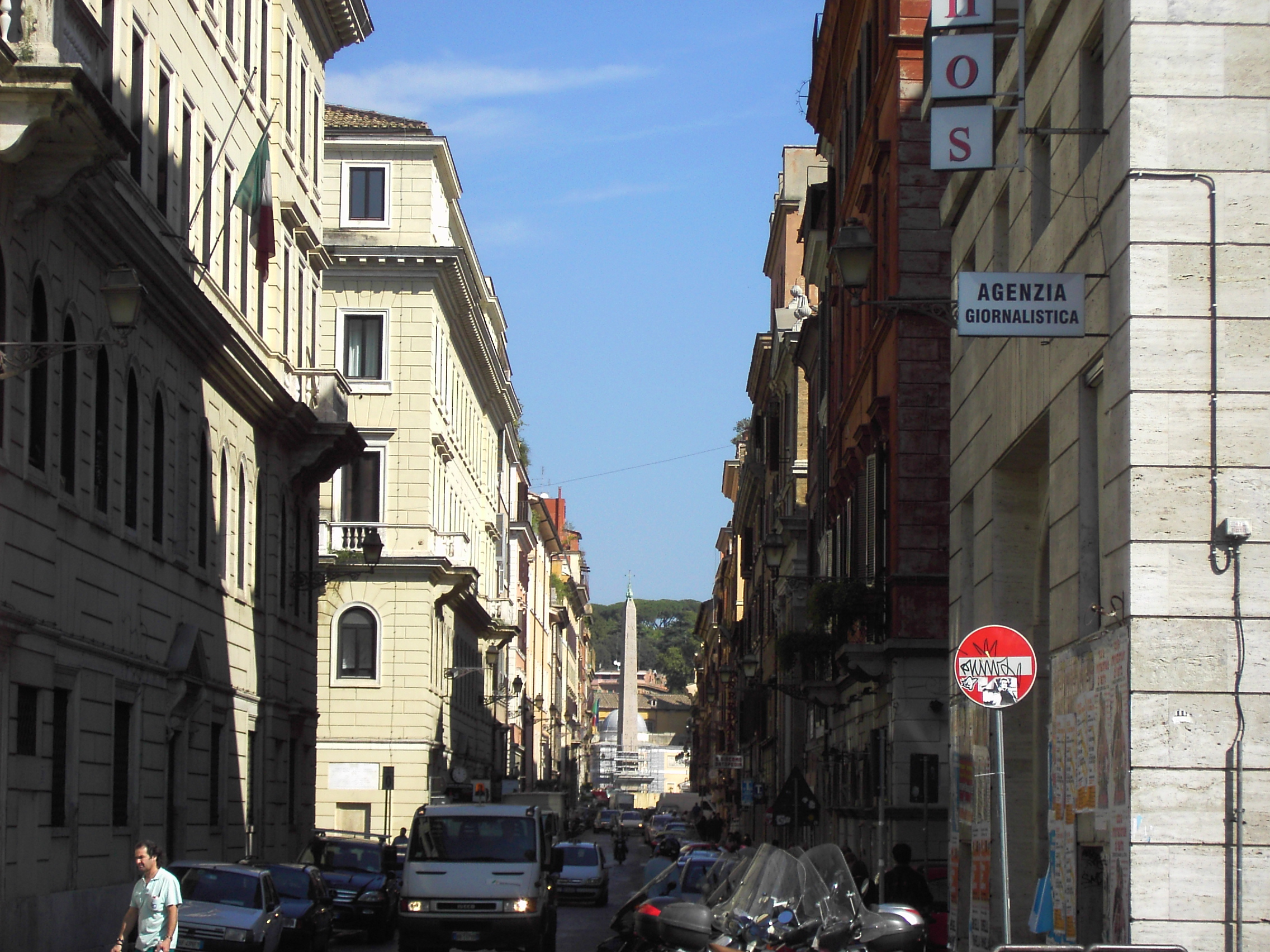
La via di Ripetta vers la piazza del Popolo
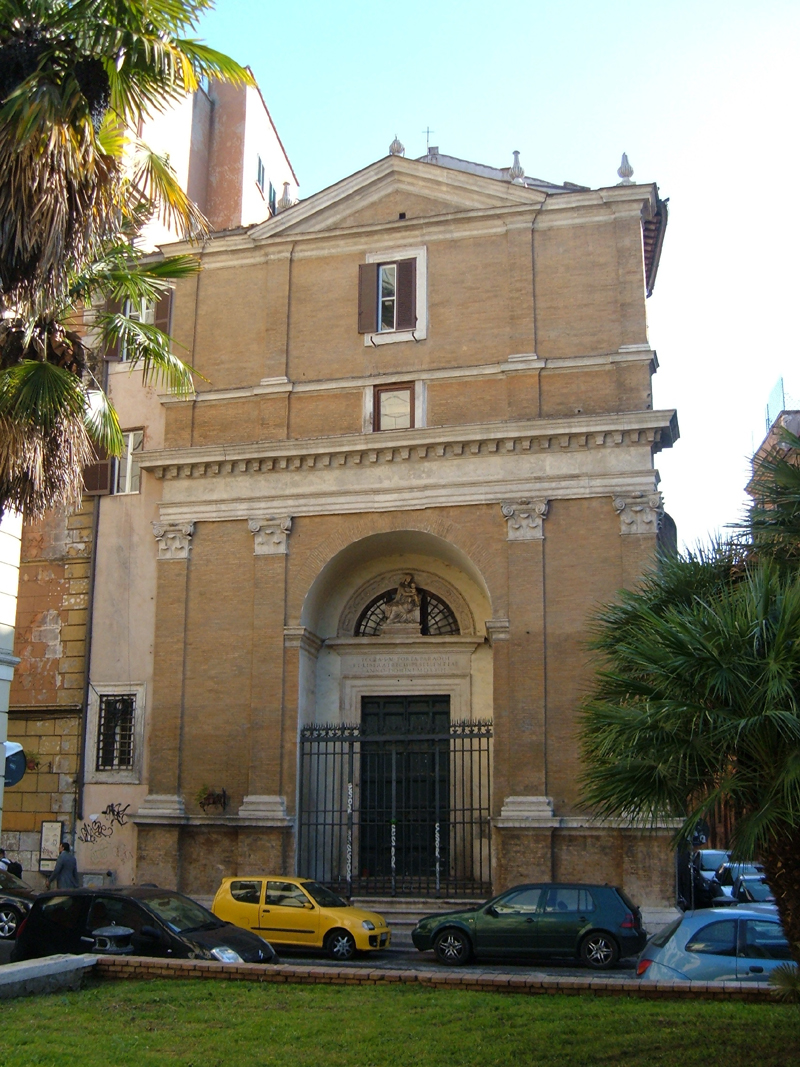
Église de Santa Maria Portae Paradisi